# Kadayal
Kadayal è una suddivisione dell'India, classificata come town panchayat, di 19.226 abitanti, situata nel distretto di Kanyakumari, nello stato federato del Tamil Nadu. In base al numero di abitanti la città rientra nella classe IV (da 10.000 a 19.999 persone).

## Geografia fisica
La città è situata a 08° 26' 27 N e 77° 15' 34 E.

## Società

### Evoluzione demografica
Al censimento del 2001 la popolazione di Kadayal assommava a 19.226 persone, delle quali 9.400 maschi e 9.826 femmine. I bambini di età inferiore o uguale ai sei anni assommavano a 2.437, dei quali 1.236 maschi e 1.201 femmine. Infine, coloro che erano in grado di saper almeno leggere e scrivere erano 14.820, dei quali 7.534 maschi e 7.286 femmine.